# Snoj
Snoj je priimek več znanih Slovencev:
- Aleš Snoj, biolog
- Alojz Snoj (*1946), teolog, cerkveni pravnik
- Alojzij Slavko Snoj (*1942), salezijanski akademik in teolog, didaktik in cerkveni zgodovinar
- Andrej Snoj (1886–1962), teolog, biblicist, prevajalec
- Benigen Snoj (1867–1942), duhovnik, redovnik in izseljenski prosvetni delavec
- Boris Snoj (*1947), ekonomist, univ. profesor
- Dušan Snoj (*1949), novinar in diplomat
- Franc Snoj (1902–1962), politik, politični obsojenec
- Helena Rajh Snoj (1893–1970), gledališka igralka, koncertna pevka
- Ivan Snoj (1923–1994), hrvaški in jugoslovanski športni delavec - rokometni trener
- Janez Snoj (1934–2005), pravnik, vrhovni in ustavni sodnik
- Janž Snoj (*1993), literarni komparativist in polonist, doktor literarnih ved, prevajalec in kritik
- Jerica Snoj (*1954), jezikoslovka leksikologinja in leksikografinja
- Jošt Snoj (*1967), slikar
- Jože Snoj (1934−2021), književnik (pesnik, pisatelj, esejist), kritik
- Jurij Snoj (*1953), muzikolog
- Katarina Snoj (*2002), slikarka, umetnica
- Luka Snoj (*1981), jedrski fizik
- Luka Snoj (*1990), košarkar, publicist, pravnik
- Malina Schmidt Snoj (*1946), teatrologinja
- Marko Snoj (*1959), jezikoslovec, etimolog, leksikograf, akademik
- Mateja Komel Snoj (*1966), literarna komparativistka, prevajalka in kritičarka
- Nežka Snoj (1930–2016), veterinarka, strok. za bolezni čebel in rib
- Peter Snoj (*1978), hokejski trener
- Rasto Snoj, fizik, astronom, raketni modelar
- Rok Snoj (*1986), hokejist
- Saša Snoj, ?
- Tomaž Snoj, veterinar
- Venceslav Snoj (1908–1967), duhovnik, orglavec, glasbeni pedagog; nadškofijski kancler, kanonik
- Vid Snoj (*1965), literarni komparativist, univ. prof., prevajalec, pesnik in literarni kritik
- Viktor Snoj (1922–2011), slikar, restavrator, pesnik
- Zarika Snoj Verbovšek, literarna urednica
- Zvezdana Snoj (*1965), psihiatrinja, psihoonkologinja, psihoterapevtka